# 박재란
박재란(朴載蘭, 본명:  이영숙 , 본명 한자: 李英淑, 1940년 12월 16일 ~ )은 대한민국 여성 가수 겸 작사가이며 영화배우, 뮤지컬배우이다.

## 생애
본관은 공주(公州)이며 경성부에서 출생하여 지난날 한때 경기도 인천 제물포에서 잠시 유아기를 보낸 적이 있는 그녀는 아직 일제 강점기 시절이던 1943년(4세 시절) 일가족과 함께 충청남도 천안에 이주하면서 이후 그곳에서 성장하였다. 8세 시절이던 1947년에 부친상(父親喪)을 치렀으며 1953년 이영숙(李英淑) 본명으로 주한 미8군 무대 언더그라운드 라이브 클럽에서 가수 첫 데뷔를 하였다. 이후 오르가니스트 겸 작곡가 박태준(朴泰俊)에게 발탁되어 박태준을 사부(師父)로 모시고 바이올리니스트 겸 작곡가 김광수를 사숙(師叔)으로 모시며 박태준의 문하에서 음악 수련을 하며 박태준에게서 박재란(朴載蘭)이라는 예명을 얻었다. 1957년 정식 가수 데뷔하였고 이후 《뜰 아래 귀뚜라미》, 《러키 모닝》, 《코스모스 사랑》, 《밀짚모자 목장 아가씨》 등을 비롯한 노래들이 히트하였다. 1년 후 1958년에는 파인 김동환의 시에 기타리스트 겸 작곡가 김동현이 작곡한 《산 너머 남촌에는》을 불러 연이은 히트 기록하였고, 이듬해 1959년 영화 《비 오는 날의 오후 3시》의 단역 출연을 통하여 영화배우 데뷔하였다. 같은 해 1959년에는 당시 미국 가수 겸 기타리스트 및 작사가 겸 영화배우 벌 아이브스(Burl Ives)가 미국 시인 겸 라디오 MC였던 웨블리 에드워즈(Webley Edwards)와 공동으로 영어 가사로 작사하고 작곡 한 《Pearly shells》라는 노래 작품을 작사가 전우가 한국어 가사로써 번안 작사하고 박춘석이 편곡한 《진주 조개잡이》라는 노래를 받아 불렀다. 이 노래 작품은 국내에서 1960년대와 1970년대 여름 애창 노래 가운데 인기 애창 번안곡에 손꼽히는 노래가 되었다.

## 직계 가족 관계
그녀의 둘째딸 박성신(1968년 11월 22일 ~ 2014년 8월 8일)은 1987년 MBC 대학가요제에서 《회상》이라는 노래 작품으로 첫 데뷔하여 1년 후 1988년 MBC 강변가요제에서 《비 오는 오후》라는 노래 작품으로 가창상을 수상하였고 이듬해 1989년 《한 번만 더》라는 노래 작품으로 공전 히트를 거둔 가수이다.

## 학력
- 천안국민학교 졸업
- 천안여자중학교 중퇴